# Monica Backström
Monica Astrid Stensdotter Backström, ogift Hultberg, född 20 maj 1939 i Oscars församling i Stockholm, död 17 februari 2020 i Kalmar domkyrkodistrikt, var en svensk formgivare och konstnär.
Backström studerade vid Konstfackskolan och HKS 1959–1964, där hon bland annat formgav en kaffeservis i silver. Hon vann en tävling som arrangerades inför Boda glasbruks 100-årsjubileum, vilket blev starten för hennes arbete som glasformgivare vid Boda glasbruk 1965. Hon har medverkat i samlingsutställningar på Röhsska museet och Stedelijk Museum, Amsterdam och hon har haft utställningar i USA, Japan, Skandinavien och övriga Europa. Hennes experimentlusta var stor och hon skapade en rad olika klädkollektioner där vissa delar återanvändes inom glaskonsten. När Kosta glasbruk fyllde 250 år 1992 skapade hon sina praktburkar, och vid Kalmarunionens 600-årsjubileum 1997 formgav hon en praktplunta som sedan överlämnades av kung Carl Gustaf till kung Harald av Norge. Förutom glas har hon formgivit smycken i egen regi sedan april 2006 och målat tavlor.
Hon var dotter till direktör Sten Hultberg och textildesignern Astrid Sampe  och var gift med arkitekten Adam Backström från 1961 till 1965 Åren 1968–1972 var hon sambo med konstnären Erik Höglund  med vilken hon fick dottern Erika Höglund (född 1971), också konstnär.
Monica Backström är gravsatt i minneslunden på Skogskyrkogården i Kalmar.

## Offentliga arbeten i urval
- 1969 – glasväggar vid Försäkringsbolaget Brandstodsbolaget i Jönköping
- 1971 – utsmyckning för Svenska amerikalinjens fartyg M/S Gripsholm
- 1979 – glasdörrar till Kulturhuset, Borås
- 1984 samt 1990 – utsmyckningar vid Länssjukhuset i Kalmar
- 1988 – altarglasfönster till Påskallaviks kyrka
- 1990 – utsmyckning för Bibliotekstjänst i Lund
- 1993 – Strandhugg, utsmyckning vid Linnéuniversitetet, Kalmar [13]
- 2000 – tre enheter i glas: altarkorset Skapelsen, Glasskogen (stående glasverk i lamenerat glas) och Livets vatten (glasgobeläng på två högpelare) till Mariakyrkan, Växjö

Backström finns även representerad vid bland annat Nationalmuseum  i Stockholm, Kalmar konstmuseum  och Victoria and Albert Museum.